# Mlat
Mlat bývala (obvykle průjezdná) část stodoly, původně sloužící k ručnímu výmlatu obilí cepem. Podlaha mlatu se zhotovovala z mokré hlíny o tloušťce 20 až 30 cm. Do hlíny se dodávaly příměsi řezanky, pazdeří, někde i volské krve. Původní mlaty byly nekryté plochy na zadní straně usedlostí, odtud název humna i název gumno pro krytý mlat či celou stodolu v některých slovanských jazycích či nářečích.
Pokud se na mlatu nemlátilo obilí, tak se používal pro uskladnění vozů a cennějšího hospodářského nářadí. V některých obilnářských krajích (např. v západních Čechách, na Hané, ve Slezsku) se vyskytovaly i stodoly se dvěma mlaty. Mlat se v různých nářečích označoval různě: „mlatevna, mlatevňa“, „mlatoveň“, „mlatisko“, „mlatebňa“ apod. Obilí mlátili mlatci a mlatky (mlatečky), mlácení se označovalo také jako mlatba.